# ألبيرت دوركا
ألبيرت دوركا (بالإسبانية: Albert Dorca) (23 ديسمبر 1982 بأولوت في إسبانيا - ) هو لاعب كرة قدم إسباني في مركز الوسط. لعب مع راسينغ سانتاندير وريال سرقسطة وريال مورسيا ونادي برشلونة ج ونادي برشلونة ونادي جيرونا ونادي بالاموس ‏ وUE Castelldefels ‏.

## روابط خارجية
- ألبيرت دوركا على موقع قاعدة بيانات كرة القدم.إي يو (الإنجليزية)
- ألبيرت دوركا على موقع Soccerway.com (الإنجليزية)
- ألبيرت دوركا على موقع AS.com (الإسبانية)